# HK Vojvodina Novi Sad
Pour les articles homonymes, voir Vojvodina Novi Sad.
Le HK Vojvodina Novi Sad (Hokejaški Klub Vojvodina) est un club de hockey sur glace de Novi Sad en Serbie. Il évolue dans le Championnat de Serbie de hockey sur glace. Il fait partie du club omnisports du Vojvodina Novi Sad.

## Historique
Le club est créé en 1957. Il a remporté le championnat national à sept reprises.

## Palmarès
- Vainqueur du Championnat de Serbie: 1998, 1999, 2000, 2001, 2002, 2003, 2004.
- Vainqueur du Coupe de Serbie: 1999, 2000, 2001.
- Vainqueur du Ligue de Pannonie : 2009.